# Fédération nationale des syndicats d'exploitants agricoles
La Fédération nationale des syndicats d'exploitants agricoles (FNSEA), fondée en 1946, est le syndicat professionnel majoritaire dans la profession agricole en France avec 55,31 % des votes aux élections aux chambres d’agriculture en 2019, dans la liste commune avec le syndicat Jeunes agriculteurs et apparentés (taux de participation autour de 46,52 %). Il fait partie des organisations patronales françaises et des organisations professionnelles agricoles.
Le syndicat se caractérise par son soutien à l'agriculture intensive. Il promeut l’industrialisation des exploitations, l’exploitation animale, l’utilisation de pesticides dans un but de rentabilité, de productivité et de compétitivité. Il défend activement les droits et causes des agriculteurs intensifs lorsque leurs intérêts sont menacés et s'oppose régulièrement aux normes et contraintes environnementales par l'organisation d'importantes manifestations et la mise en place d'actions de lobbying.
La FNSEA a pour syndicats concurrents, en France, la Coordination rurale, la Confédération paysanne et le Mouvement de défense des exploitants familiaux.

## Origines
La FNSEA trouve son origine dans la Confédération générale de l'agriculture mise en place à partir de 1943 par le résistant socialiste François Tanguy-Prigent, qui s'opposa à la Corporation paysanne mise en place par le régime de Vichy, certes disparue à la Libération, mais dont la FNSEA hérite des structures, ce qui explique la situation de quasi-monopole syndical dont cette organisation bénéficie dans la France d'après-guerre. Toutefois, des membres de la FNSEA soutinrent et participèrent régionalement à la Corporation paysanne, dont René Blondelle. La FNSEA s'inscrit ainsi dans un double héritage du régime de Vichy et de la Résistance.
La liberté syndicale est rétablie en France par la loi du 12 mars 1946 et le congrès constitutif de la FNSEA se déroule dans la nuit du 13 au 14 mars 1946.

## Histoire

### 1945-1953, la prise de pouvoir de la FNSEA au sein de la CGA
Entre le plan Monnet et le plan Marshall, au sein de la Confédération générale de l'agriculture (CGA) dont elle est issue, la FNSEA met en place dès 1946 un « modèle de prise du pouvoir », dont la « mise en œuvre va se perpétuer pendant plus de cinquante ans ». D'anciens membres de la Corporation paysanne vichyste, les propriétaires exploitants et plus généralement la droite paysanne ne peuvent s'en prendre de front à la CGA née de la Libération. Plutôt que de la renverser, ils parviennent à la marginaliser, à isoler les syndicalistes de gauche pour la réduire à une coquille vide.
Lors des élections départementales désignant les délégués au tout premier congrès de la FNSEA en mars 1946, les anciens syndics de Vichy obtiennent un tiers des places : « les petits notables locaux, les cadres paysans ayant fait leurs preuves à la Corporation, sans pour autant collaborer, sont légitimés par les urnes ». Une modification des statuts permet au bureau de la FNSEA d'être élu au scrutin majoritaire, ce qui renforce leur position. La FNSEA obtient également le non-cumul des mandats parlementaires et syndicaux, ce qui exclut de fait plusieurs élus de gauche.
Sous l'impulsion de René Blondelle, ancien syndic régional de la Corporation paysanne de 1941 à 1944, élu en 1946 secrétaire général de la FNSEA, les associations spécialisées par filières ou par produits obtiennent un statut et une commission permanente au sommet de la FNSEA. Blondelle obtient le 13 janvier 1948 la démission de François Tanguy-Prigent de la CGA. Pour affirmer leur contrôle sur la FNSEA, les grands céréaliers du bassin parisien, souvent des anciens de la Corporation, créent en 1948 un comité secret, le Comité agricole de défense et d'action syndicale (Cadas). Le congrès de 1949 décide d'orienter les moyens financiers et techniques vers les exploitations spécialisées plutôt que vers celles pratiquant la polyculture-élevage.
La FNSEA convainc la même année Pierre Pflimlin de rétablir les prérogatives des chambres d'agriculture, afin de bénéficier de financements publics sûrs : « Elles permettent aux syndicalistes de sortir de leur rôle pour mettre la main sur la gestion de l'espace rural dans leur seul intérêt ». Elles renaissent le 17 mai 1949, mais posent rapidement le problème d'une multiple représentation des intérêts paysans, notamment lorsque René Blondelle devient président de l'Assemblée permanente des présidents de chambres d'agriculture en 1952, en déclarant qu'il s'agit avec les chambres d'agriculture « de renouer, et sans rien renier de ce qui a été fait depuis 1940 sur le plan de la Corporation et de la CGA, avec l'organisation professionnelle qui était non seulement l'aspiration, mais la réalité de nos mouvements d'avant-guerre ».
Le congrès de 1950 autorise l'adhésion des propriétaires non-exploitants, et voit l'éviction des derniers dirigeants de gauche. Blondelle, avec le soutien financier du Conseil national du patronat français, prépare les membres de la FNSEA à se présenter aux élections législatives de 1951. Ils doivent notamment souscrire à un programme « d'action civique » élaboré par le syndicat et participer à « l'amicale parlementaire agricole » créée cette même année.
Le 26 novembre 1953, les dirigeants de la FNSEA ne reconnaissent plus le caractère représentatif de la CGA, réduite à un simple rôle de coordination.

### 1953-1960, unité et ruptures
Le contexte économique change radicalement : en raison de la modernisation opérée dans les exploitations, « on passe de la pénurie de produits agricoles à la surproduction. Comme le syndicat a privilégié une politique de prix plutôt qu'une politique de maîtrise des marchés (…), les prix agricoles partent en chute libre ». Plusieurs lignes de fracture se dessinent au sein de la FNSEA, et d'abord celle des éleveurs du Comité de Guéret, en 1953, contre les céréaliers, qui aboutit à la création de l'Office national interprofessionnel du bétail et des viandes (Onibev) en 1972, ou celle des producteurs de lait qui obtiennent la création d'un second outil de régulation du marché en 1954, la Société interprofessionnelle du lait et de ses dérivés (Interlait).
La confrontation entre Marcel Bruel pour la FNSEA et l'Union de défense des agriculteurs de France, syndicat agricole créé en 1955 par Pierre Poujade, prend des formes violentes.
Le Mouvement de défense des exploitants familiaux (Modef) créé en 1959, pour la défense des exploitations familiales et contre la Communauté économique européenne (CEE), « objet d'aversion pour les exploitants familiaux en lutte », obtient en 1970 jusqu'à 32,8 % des voix paysannes et devient la deuxième force syndicale agricole de France.
La Jeunesse agricole catholique enfin, qui représente « une troisième voie entre capitalisme et marxisme » et s'inscrit en outre dans un conflit de générations entre anciens et modernes, est plutôt mal perçue par l'aile dure au pouvoir au sein de la FNSEA. Elle investit cependant en 1956 le Centre national des jeunes agriculteurs (CNJA), qui s'installe comme organisation représentative de l'agriculture, alors qu'elle n'est statutairement qu'une composante de la FNSEA : « Cette confusion sert les deux sigles : au gré des situations, on additionne les voix ou on fait valoir les différences. […] Pour certains, la CNJA est une antichambre où jeunesse se passe ; pour d'autres un moyen de capter des idées neuves ; enfin, pour ceux qui ont quitté la FNSEA, c'est une variante du bonnet blanc/blanc bonnet… ».
Les conflits longtemps latents à la FNSEA, localement entre petits paysans traditionnels et exploitants modernistes, sur le contrôle des marchés régionaux par les paysans ou les négociants, voire à l'échelle nationale sur l'opposition de droite ou d'extrême-droite à De Gaulle éclatent en 1960 autour de la crise du marché légumier breton. Le 4 juin, lors d'élections cantonales, « des commandos de la FNSEA volent les urnes dans trois communes et brûlent les bulletins de vote ». Cette crise consacre le modèle des paysans capitalistes, l'habitude de l'entre-soi et la légitimation de la violence par le syndicat : la clémence envers les débordements de la FNSEA s'explique par l'intérêt électoraliste des pouvoirs publics et notamment du Sénat pour les bastions ruraux conservateurs, comme par le fait que cette violence de la FNSEA ne conteste pas directement le pouvoir politique en place, du moins jusqu'en 1981.

### 1960-1981, vers le capitalisme à marche forcée
La réforme de structures réclamée par le CNJA et Michel Debatisse, contre la FNSEA, révolutionne les campagnes françaises. Avec le soutien du ministre Edgard Pisani, le Fonds d'aménagement pour les structures agricoles recense les exploitations qui sont en deçà du seuil de rentabilité, propose des groupements de producteurs et assiste les départs volontaires de paysans avec une indemnité viagère de départ, alors qu'en même temps les Sociétés d'aménagement foncier et d'établissement rural (Safer) regroupent et remembrent les terres libérées. Le Crédit agricole octroie des prêts bonifiés aux jeunes agriculteurs désireux de s'installer, et selon l'écrivain et reporter Gilles Luneau, qui ont la chance d'être choisis par les échelons départementaux de la FNSEA et du CNJA. La FNSEA s'oppose particulièrement au projet de loi qui limite les cumuls de propriétaires non exploitants. La loi est votée le 26 juillet 1962, et la mobilisation très médiatisée du CNJA contre ces propriétaires non-exploitants, notamment en 1962 à travers l'exemple de Jean Gabin, propriétaire de quatre fermes dans l'Orne, « ébranle l'univers mental des propriétaires et rompt avec la pensée mélinienne qui a dominé jusque-là le syndicalisme agricole et l'approche de la question par le personnel politique. La propriété agraire ne fonde pas l'agriculture, et l'exercice paysan n'est pas une fin en soi ».
En 1965, Michel Debatisse organise une scission droitiste au sein de la FDSEA du Puy-de-Dôme en créant l'UDSEA. Selon l'historien Michel Luneau, « pendant trois décennies, l'ambiance va être difficile à vivre, car tout ce joli monde, qui se hait farouchement, se croise quotidiennement au sein des différents organismes agricoles. […] La FNSEA, oriflamme de l'Unité paysanne, a non seulement semé la discorde, mais aussi la haine entre paysans ».

## Prises de position
La Haute Autorité pour la transparence de la vie publique (HATVP) souligne la forte présence des lobbys du secteur agricole, avec une prédominance de la FNSEA (prônant une augmentation des rendements agricoles, un refus de l'interdiction de certains pesticides, etc), qui serait presque dans une situation de « cogestion avec le ministère de l'agriculture ». Selon le journal Le Monde, l'agro-industrie, en Bretagne en particulier, fait peser des « pressions, intimidations, entraves, harcèlement, sabotages, etc. » sur les agriculteurs qui souhaitent travailler hors de ce cadre.

### Utilisation des pesticides

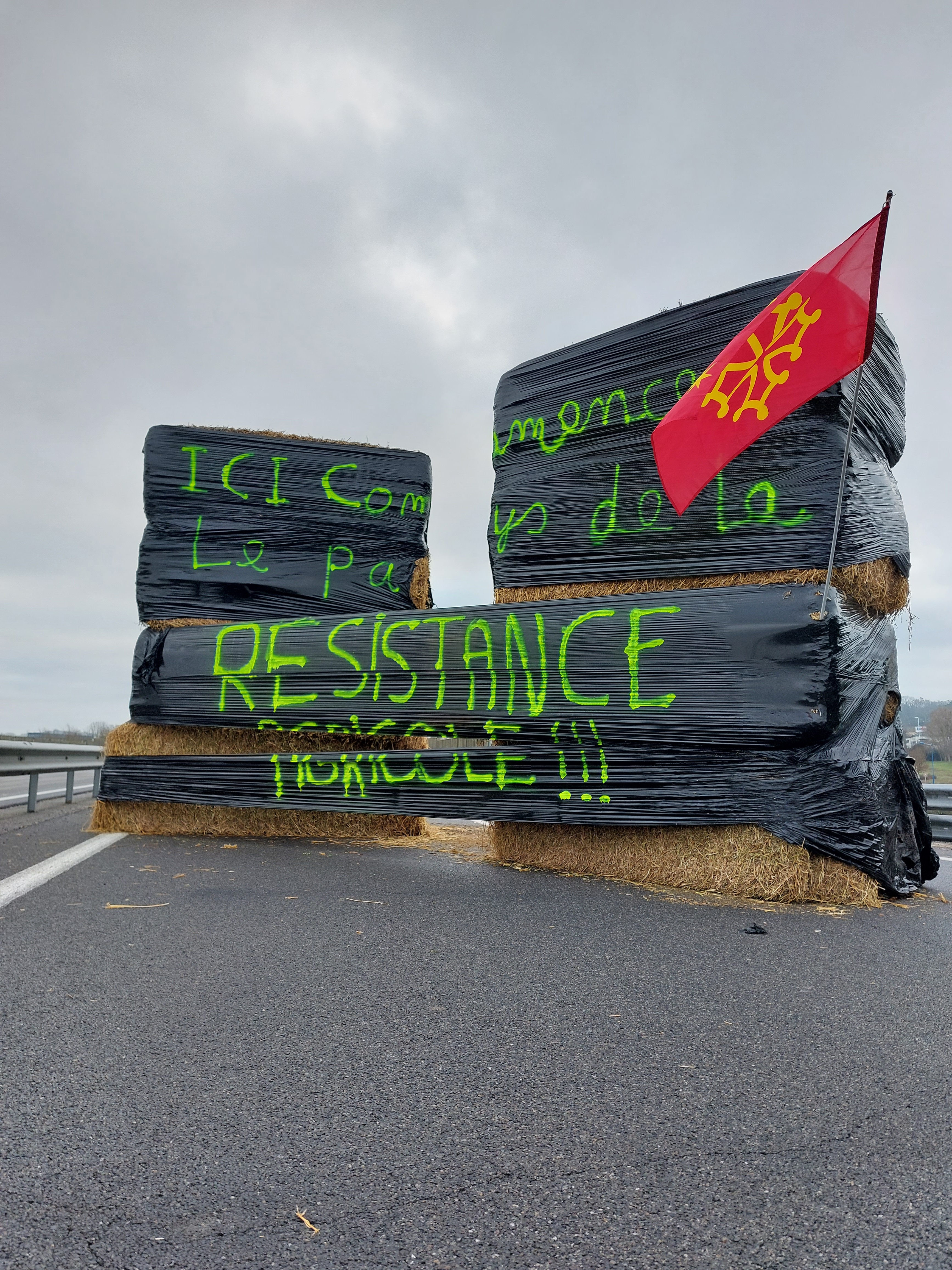
Blocage routier improvisé en janvier 2024 par les Jeunes agriculteurs et la FNSEA en Occitanie à L'Isle-Jourdain

L'arsénite de soude n'a été en France interdite sur la vigne comme pesticide (insecticide utilisé contre la pyrale de la vigne, les carpocapses les vers des pommes et des poires, des altises, la pyrale, la cochylis et l’eudémis puis comme fongicide) que le 8 novembre 2001 par le ministère de l'Agriculture sous l'égide de Jean Glavany et en 2004 par la Commission européenne. Cette substance peut être inhalée ou absorbée par la peau et présente des effets cancérigènes et tératogènes,. Peu de temps après son interdiction, la FNSEA réclame sa réautorisation pour lutter contre l'esca (aussi dit maladie du bois de vigne, d'abord attribuée à deux basidiomycètes, mais qui serait due à un complexe d'au moins cinq organismes).
En 2012 et 2013, alors que le Conseil national sur la transition écologique (CNTE), conseil consultatif associant des représentants d'employeurs, de syndicats, d'ONG et d'élus, valide à une large majorité le projet de loi qui institue l'Agence française pour la biodiversité, la FNSEA vote contre la création de cette agence.
En septembre 2017, la FNSEA manifeste pour la ré-autorisation du glyphosate.
En février 2024, le syndicat tente d'empêcher la reconnaissance de la maladie professionnelle liées aux pesticides.

### Productivisme
En 2019, pour lutter contre « l'agribashing », la FNSEA demande la restriction de la possibilité de publier des documents fondés sur des données publiques. Le président de la FDSEA de l’Aude demande « l’élaboration de règles d’utilisation des données publiques agricoles ».
Au début des années 2020, la journaliste Morgan Large, tout comme la secrétaire nationale d’Europe Écologie Les Verts, Marine Tondelier, subissent des intimidations de la part d'acteurs du secteur agricole soutenant une agriculture intensive.

### Positionnement sur l'agriculture biologique
La FNSEA prend position en 2023 pour demander des aides de l'État à destination de l'agriculture biologique dans le cadre d'une crise de l'agriculture au début des années 2020,.
Elle s'oppose à la suppression de l'Agence française pour le développement et la promotion de l'agriculture biologique.

### Politique
En 2017, la FNSEA fait 13 propositions aux candidats à l'élection présidentielle, parmi lesquelles un plan quinquennal d'investissement pour « assurer la compétitivité et la durabilité du secteur agricole », la mise en place d'une TVA sociale, une augmentation du taux du Crédit d'impôt compétitivité emploi afin de baisser le coût du travail salarié et limiter les distorsions de concurrence. Le syndicat demande également « une simplification des normes administratives et environnementales, ainsi que la suppression du principe de précaution par le remplacement de la notion «d'innovation» ».
En 2017, Christiane Lambert, présidente de la FNSEA, appelle les agriculteurs à faire un choix en faveur de l’Europe au second tour de la présidentielle, une manière d’appeler, sans les désigner, à voter pour Emmanuel Macron et à rejeter la candidature de Marine Le Pen.
En 2019, la FDSEA de la Somme assigne en justice Europe Écologie Les Verts, qu'elle accuse de « pollution démocratique » lors de la consultation nationale sur les distances d’épandage des pesticides. Le parti politique avait notamment créé un site internet afin d'inciter ses sympathisants à prendre part à la consultation.
Selon Reporterre, l'organisme a fortement influencé le gouvernement français sous la présidence d'Emmanuel Macron afin qu'il prenne la décision, en 2023, de dissoudre Les Soulèvements de la Terre.

## Activité de lobbying
Le média Agrapresse réalise en mai 2022 une enquête sur le lobbying agricole en France, à partir des données de la HATVP. Elle indique que « la FNSEA reste le poids lourd du lobbying agricole », car le syndicat réalise en moyenne, depuis 2017, 70 actions annuelles menées par huit représentants d’intérêt déclarés, et consacre annuellement 600 000 euros de budget au lobbying. Cette influence est de fait nettement plus importante si l'on intègre les dépenses de lobbying des antennes départementales (FDSEA, 820 000 euros par an, 406 actions) et régionales du syndicat (FRSEA, 680 000 euros par an, 325 actions), voire celles de Jeunes agriculteurs.
Si l'agence de lobbying Rivington, qui conseille la FNSEA, y voit une reconnaissance de la légitimité ou de l'expertise du syndicat, elle indique également que la « cogestion » avec le ministère de l'Agriculture est une réalité ; l'agence de lobbying Euralia estime, elle, que la FNSEA est « un acteur avec lequel il faut s’entendre en amont pour déminer les textes ».

### Auprès des institutions de l'Union européenne
La FNSEA est inscrite depuis 2009 au registre de transparence des représentants d'intérêts auprès de la Commission européenne. Elle déclare en 2021 pour cette activité quatre équivalents temps plein et des dépenses d'un montant compris entre 200 000 et 300 000 euros. La FNSEA est également membre de l'association des fermiers européens COPA-COGECA.

### En France
La FNSEA déclare à la Haute Autorité pour la transparence de la vie publique exercer des activités de représentation d'intérêts en France pour un montant qui n'excède pas 700 000 euros sur l'année 2021.
La FNSEA contribue au financement du club parlementaire « Club de la table française » via le cabinet de lobbying Com' Publics.

## Composition
La FNSEA est une fédération de fédérations départementales et d'associations spécialisées par production.
Les adhérents se retrouvent selon :
- leur territoire : 15 000 syndicats d'exploitants agricoles, 96 fédérations et unions départementales (FDSEA ou UDSEA), 22 fédérations régionales (FRSEA) ;
- leurs productions : 31 associations spécialisées défendent les intérêts économiques et techniques, par secteur de production, réunis en 3 collèges : productions animales, spéciales et végétales ;
- leur statut social : la FNSEA comprend quatre sections sociales : les agricultrices, les propriétaires, les fermiers, les anciens exploitants.

De plus, le syndicat Jeunes agriculteurs (JA) adhère à la FNSEA et ses membres sont représentés à tous les niveaux.
Ene 2010, la FNSEA compte 200 000 adhérents. Les cotisations de ses membres représentent 30,2 % de ses ressources.
En 2016, il y avait 212 000 adhérents et un budget 12 millions d'euros.

### Fédérations, unions départementales et fédérations régionales
Les fédérations et unions départementales sont majoritairement des échelons départementaux de la FNSEA[Quand ?]. Ce sont des fédérations de syndicats d'exploitants agricoles locaux, syndicats qui peuvent être communaux, intercommunaux ou cantonaux.
Ces FDSEA ou UDSEA sont un rouage essentiel de la représentation des agriculteurs : « Dans la mesure où les élections syndicales concernant les chambres d'agriculture se jouent au niveau départemental, l'importance de ces Fédérations (ou Unions) départementales (FDSEA ou UDSEA) n'est pas négligeable ».
Outre les syndicats d'exploitants agricoles, les fédérations départementales peuvent être constituées d'unions syndicales cantonales, de sections sociales et de sections ou associations spécialisées.
Elles sont regroupées au niveau régional. Chaque fédération régionale est composée d'une équipe administrative : directeur et animateurs régionaux de filière. Un Conseil d'administration est également élu tous les 3 ans, composé d'un président régional et un président régional par section.
Le Conseil fédéral est l'instance de coordination des fédérations et unions départementales au sein de la FNSEA. La Commission syndicale de la FNSEA est leur instance de coordination des fédérations régionales au sein de la FNSEA.
Certaines FDSEA sont entrées en dissidence et ont fait scission de la FNSEA, donnant ainsi naissance au Mouvement de défense des exploitants familiaux (Modef) en 1959, puis à la Confédération nationale des syndicats de travailleurs paysans en 1981 et à la Fédération nationale des syndicats paysans en 1982, deux syndicats qui fusionnent en 1987 pour former la Confédération paysanne. La Coordination rurale naît également de scissions de FDSEA en 1991.

### Associations spécialisées
Les associations spécialisées (AS) de la FNSEA sont des syndicats spécialisés adhérents à la FNSEA au titre des productions. Elles sont regroupées en trois collèges au sein de la FNSEA :
- collège des productions végétales ;
- collège des productions animales ;
- collège des productions spécialisées.

Il existe également une confédération d'associations spécialisées (Confédération nationale de l'élevage) et une union d'associations spécialisées (ORAMA). Quelques productions (viticulture, etc.) ne sont pas organisées en Association spécialisée mais en Sections spécialisés de la FNSEA.

#### Productions et associations spécialisées de la FNSEA
- Apiculture : Syndicat des Producteurs de Miel de France (SPMF)
- Aviculture : Confédération française de l'aviculture
- Betteraves : Confédération générale des planteurs de betteraves (CGPB)
- Blé : Association générale des producteurs de blé (AGPB)
- Bovins : Fédération nationale bovine (FNB)
- Champignons : Fédération nationale des syndicats de cultivateurs de champignons (FNSCC)
- Chanvre : Fédération nationale des producteurs de chanvre (FNPC)
- Cheval : Fédération nationale du cheval & Groupement hippique national
- Chèvres : Fédération nationale des éleveurs de chèvres
- Chiens : Groupe syndical des éleveurs de chiens (GSEC)
- Fruits : FNPF (Fédération nationale des producteurs de fruits)
- Fruits à cidre : Fédération nationale des producteurs de fruits à cidre (FNPFC)
- Horticulture : Fédération nationale des producteurs de l'horticulture et des pépinières (FNPHP)
- Houblon : Association générale des producteurs de houblon de France
- Lait : Fédération nationale des producteurs de lait (FNPL)
- Lavande : Fédération nationale lavandes, lavandins et plantes à parfum
- Légumes : Fédération nationale des producteurs de légumes
- Légumes conserves : Association nationale des producteurs de légumes conservés (ANPLC)
- Lin : Association générale des producteurs de lin
- Maïs : Association générale des producteurs de maïs
- Oléoprotéagineux : Fédération française des producteurs d'oléagineux et de protéagineux
- Ovins : Fédération nationale ovine
- Pisciculture : Fédération française de l'aquaculture
- Plantes aromatiques et médicinales : Syndicat national des producteurs de plantes aromatiques et médicinales
- Plants de pomme de terre : Fédération nationale des producteurs de plants de pommes de terre (FNPPPT), aussi Fédération nationale des producteurs de plants de pommes de terre (FN3PT)
- Pommes de terre : Union nationale des producteurs de pommes de terre (UNPT)
- Pommes de terre primeurs : Fédération nationale des producteurs de pommes de terre de primeurs (FNPPTP)
- Porcs : Fédération nationale porcine
- Riz : Syndicat des riziculteurs de France et filière
- Semences : Fédération nationale des agriculteurs multiplicateurs de semences (FNAMS)
- Tabac : Fédération nationale des producteurs de tabac
- Viticulture : Commission viticulture

## Vie syndicale

### Présidences
- Eugène Forget : 1946-1949
- René Blondelle : 1949-1954
- Jacques Lepicard : 1954-1956
- Joseph Courau : 1956-1963
- Gérard de Caffarelli : 1963-1971
- Michel Debatisse : 1971-1978
- François Guillaume : 1979-1986
- Raymond Lacombe : 1986-1992
- Luc Guyau : 1992-2001
- Jean-Michel Lemétayer : 2001-2010
- Xavier Beulin : 2010-2017
- Christiane Lambert : 2017-2023
- Arnaud Rousseau[64] : depuis 2023

## Syndicats concurrents
Les trois autres syndicats français présents dans le paysage agricole, sont :[Quand ?]
- la Coordination rurale, considérée comme représentative[65] ;
- la Confédération paysanne, considérée comme représentative[66] ;
- le Mouvement de défense des exploitants familiaux (Modef), considéré comme non représentatif[66].

## Critiques

### Promotion de l'agriculture intensive et lobbying
D'après la Confédération paysanne, organisation syndicale représentative, la FNSEA soutient le système agricole conventionnel, promeut l’industrialisation des exploitations, l’exploitation animale, l’utilisation de pesticides dans un but de rentabilité, de productivité et de compétitivité. Elle défend activement les droits et causes des agriculteurs intensifs lorsque leurs intérêts sont menacés et s'oppose régulièrement aux normes et contraintes environnementales par l'organisation d'importantes manifestations et la mise en place d'actions de lobbying,,.
La FNSEA est également critiquée pour son emprise sur le syndicat agricole des Jeunes agriculteurs (JA) bien que ces derniers soient statutairement indépendants, la FNSEA ne disposant d'aucune voix au conseil d'administration ou à l'assemblée générale des JA.
Enfin, certains dénoncent une situation de conflit d'intérêts du fait des multiples casquettes portées par Xavier Beulin, président du syndicat jusqu'en février 2017.
Le journal Reporterre souligne que « la FNSEA a largement poussé en faveur d’une définition "au rabais" des cours d’eau, conduisant au déclassement d’une partie non négligeable du réseau hydrographique, passé par exemple de "ruisseau" à "fossé" ». Les cours d'eau sont censés être protégés des pollutions diffuses par les pesticides.
Le 30 mars 2023, des activistes d'Extinction Rebellion accompagnés de membre du collectif Justice Climatique manifestent à Angers pendant une réunion nationale de la FNSEA tenue en présence du ministre de l'agriculture. Les militants déployent des banderoles dénonçant la politique agricole du syndicat et du gouvernement. Le collectif vise « l’absence de remise en question de son modèle agricole et ses prises de position en faveur de l’agro-industrie ». Le 14 avril 2023, une quinzaine de personnes du même mouvement pénètrent, durant une dizaine de minutes, dans les locaux du siège de la FNSEA pour demander un « changement de modèle agricole ». Des tags sont réalisés également sur le trottoir à proximité des locaux. Cette action est effectuée peu après le changement de direction du syndicat agricole.

### Position dominante
Le député européen et candidat écologiste à la présidentielle de 2017, Yannick Jadot, critique en 2016 ce qu'il appelle la « cogestion par l'État et la FNSEA de l'agriculture », en souhaitant que les citoyens aient également accès aux débats agricoles :

« Il faut passer d'une sorte de cogestion Etat-FNSEA à une logique de démocratie alimentaire, où il y aurait une pluralité de syndicats agricoles représentés (dans les discussions), mais aussi les associations travaillant sur la santé, l'environnement, l'alimentation. »

Il indique que ce débat devient nécessaire au moment où « la FNSEA est pour la première fois dirigée par l'agro-industrie », faisant référence à la présidence de Xavier Beulin.

### Soupçon d'abus de pouvoir au sein des SAFER
Le reportage de France Télévisions, dans l'émission Pièces à conviction, met en cause en 2017 le rôle de la FNSEA dans la gestion des Sociétés d'aménagement foncier et d'établissement rural (SAFER), présentée comme un « établissement public paritaire, chasse gardée de la FNSEA ». En Charente-Maritime, « un exploitant […] dénonce la manière dont le syndicat règne sur le marché des terres agricoles ».
Dans un rapport de 2014, la Cour des comptes critique une gestion « peu transparente » des SAFER et l'emprise de la FNSEA sur celles-ci.

### Accusation de détournement de fonds
Les dirigeants de la chambre d'agriculture du Puy-de-Dôme, membres de syndicats concurrents, accusent en 2017 « le premier syndicat agricole de détournement de fonds ». Selon le magazine Pièces à conviction, « pendant des années, une branche locale de la toute-puissante FNSEA aurait été financée illégalement (mais directement) par la chambre d'agriculture du Puy-de-Dôme ».
Selon le magazine Le Point, qui met en ligne en 2012 le rapport Perruchot,

« Le syndicat agricole dominant, la FNSEA, a un art éprouvé pour confondre fonds publics et militantisme. »

### Salaire des dirigeants
Les dirigeants de la FNSEA bénéficient de salaires jugés élevés, d'après Mediapart. Le directeur général de l'organisation, Clément Faurax, émarge en 2020 à 13 400 euros brut mensuels, le directeur adjoint, Jean-Louis Chandellier, bénéficie d'une rémunération de 9 600 euros brut, et la directrice générale sortante, Catherine Lion, cumule plusieurs rémunérations pour un montant total de 12 500 euros, sans que cette situation de cumul soit inédite au sein de la FNSEA, relève Mediapart. La FNSEA déclare « assumer pleinement les niveaux de rémunération de ses cadres dirigeants ».

### Fonds pour la gestion de l'emploi
Une enquête Mediapart révèle en février 2020 un système lié au fonds pour la gestion de l'emploi, qui bénéficierait nettement à la FNSEA, à hauteur de 7,1 millions d'euros en 2018. Dans ce système, les cotisations obligatoires prélevées par la Mutualité sociale agricole auprès des employeurs de main-d'œuvre agricole seraient d'abord reversées à l'association nationale pour le financement de la négociation collective en agriculture (AFNCA), puis à l'association prospective, recherches, orientations et valorisation de la gestion prévisionnelle de l'emploi en agriculture (PROVEA), toutes deux domiciliées au 11 rue de la Baume, à Paris, soit à l'adresse du siège de la FNSEA. Ces fonds, répartis ensuite pour 75 % aux organisations patronales, pour 25 % aux syndicats de salariés, seraient peu transparents, et leur usage mal fléché.

### Reconnaissance de la maladie professionnelle liée aux pesticides
En février 2024, l’émission Complément d’enquête de France 2 révèle les manoeuvres du syndicat pour tenter d'empêcher la reconnaissance de la maladie professionnelle liées aux pesticides, de la maladie de Parkinson en 2011 et à la reconnaissance du lymphome non hodgkinien en 2013. L’une et l’autre sont tout de même reconnus respectivement en 2012 et en 2015.
Cette mobilisation a contribué à retarder la reconnaissance, puis l'indemnisation des agriculteurs victimes des pesticides auprès de la Mutualité sociale agricole (MSA) selon Mediapart.

### Libre adhésion
L’adhésion au syndicat se trouverait encouragée par la position qu’il occupe dans les différentes instances locales chargées de promouvoir l’installation des agriculteurs, certains allant jusqu’à affirmer que des aides seraient subordonnées à une souscription de cotisation. En attestent ces propos, tenus le 20 octobre 2011, par des responsables de la Confédération agricole des syndicats d'exploitants familiaux (MODEF) dans le rapport Perruchot.